# Kevin Pauwels
Kevin Pauwels (ur. 12 kwietnia 1984 w Ekeren) – belgijski kolarz przełajowy, górski i szosowy, wielokrotny medalista mistrzostw świata i dwukrotny zdobywca Pucharu Świata w kolarstwie przełajowym.

## Kariera
Pierwszy sukces w karierze Kevin Pauwels osiągnął w 2002 roku, kiedy zdobył złoty medal w kategorii juniorów podczas przełajowych mistrzostw świata w Zolder. Wynik ten w kategorii U-23 powtórzył na rozgrywanych dwa lata później mistrzostwach świata w Pontchâteau. W kategorii elite pierwszy medal zdobył podczas mistrzostw świata w St. Wendel, gdzie był trzeci. W zawodach tych wyprzedzili go jedynie Czech Zdeněk Štybar oraz inny Belg, Sven Nys. Na mistrzostwach świata w Koksijde w 2012 roku ponownie był trzeci, tym razem za dwoma rodakami: Nielsem Albertem i Robem Peetersem. W sezonie 2011/2012 zwyciężył w klasyfikacji generalnej Pucharu Świata w kolarstwie przełajowym. Ponadto w sezonach 2010/2011 i 2012/2013 zajmował drugie miejsce, w obu przypadkach ulegając jedynie Albertowi. Startuje także w kolarstwie górskim, zdobywając między innymi mistrzostwo Belgii w 2012 r. Bierze też udział w wyścigach szosowych, jednak bez większych sukcesów.